# Хавсты
Ха́всты (бел. Ха́ўсты, пол. Chausty) — деревня в Сморгонском районе Гродненской области Белоруссии. Входит в состав Вишневского сельсовета, до 2016 года входила в состав Войстомского сельсовета.
Расположена в восточной части района. Расстояние до районного центра Сморгонь по автодороге — около 21,5 км, до центра сельсовета агрогородка Войстом по прямой — 10 км. Ближайшие населённые пункты — Кулеши, Мицкевичи, Ягодново.
Согласно переписи население деревни в 1999 году насчитывало 16 человек.
К западу от Хавстов располагается территория биологического заказника «Мицкевичский».
Через деревню проходит грунтовая автомобильная дорога местного значения Н7929 Ягодново — Хавсты.